# Hakon Mörner
Hakon Mörner af Morlanda, född 8 januari 1893 i Kungsholms församling, Stockholms stad, död 5 mars 1978 i Lovö församling, Stockholms län, var en svensk militär och hovman.

## Biografi
Hakon Mörner af Morlanda föddes 1893 i Stockholm. Han var son till kaptenen Gustaf Mörner och Hedvig Lindberg. Mörner blev 1906 sjökadett och avlades 23 oktober 1912 sjöofficersexamen. Han blev 25 oktober 1912 underlöjtnant vid flottan, 31 augusti 1916 löjtnant i flottan och 15 december 1916 vid flottan. Mörner tog avsked 25 april 1919 och blev 27 maj 1921 löjtnant i flottans reserv. Han blev 14 mars 1924 kapten i flottans reserv.
Mörner var kammarherre och före detta härold i vid Kungl. Maj:ts Orden. Han blev 1951 vice ceremonimästare vid Ceremonistaten.

### Familj
Mörner gifte sig 6 maj 1916 i Skeppsholms församling, Stockholm med Andrea Wallenberg (född 1894), dotter till bankdirektören Marcus Wallenberg och Gertrud Amalia Hagdahl. De fick tillsammans barnen Gunnila Mörner (född 1919) och Caroline Mörner (född 1922).